# PML-тільця

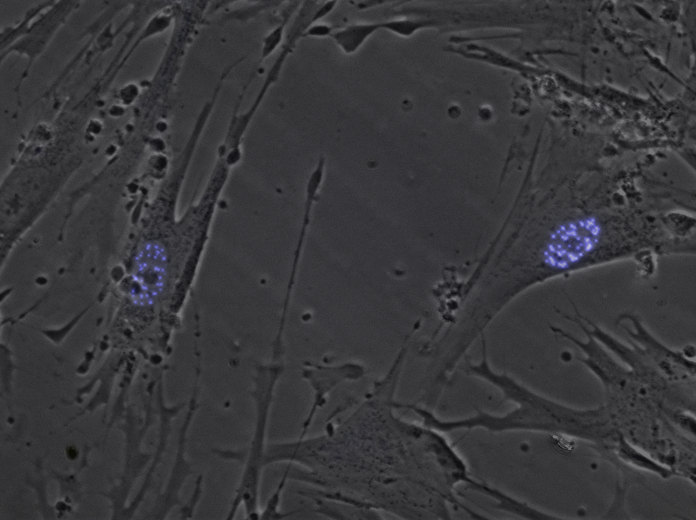
Людські ембріональні клітини легень (HEL-299), що експресують білок ПМЛ, зшитий із блакитним флуоресцентним білком. Білок ПМЛ — основний організувальний компонент ядерних тілець.

PML-тільця — сферичні тільця діаметром 0,1 — 1,0 мкм, що розміщені в ядрах клітин багатьох тканин і більшості ліній, входять до складу ядерного матриксу. Основний організувальний компонент ядерних тілець — білок ПМЛ, який залучає до ядерних тілець багато різноманітних білків, яких об'єднує лише здатність піддаватись мумолюванню (післятрансляційна модифікація, що полягає в прикріпленні білків МУМО до білка-мішені). У ядерних тільцях білки піддаються післятрансляційним модифікаціям (особливо мумолюванню), які призводять до ізоляції білків у ядерних тільцях, активації та деградації. За морфолоґічними ознаками виділяють декілька підтипів ядерних тілець, при чім вони характеризуються наявністю електронощільної оболонки та внутрішньої основної частини.
Поява та функціонування ядерних тілець регулюється такими чинниками клітинного стресу, як вірусні інфекції, пошкодження ДНК, трансформація та окисний процес. Транскрипція білка ПМЛ і декількох білків, з якими він взаємодіє, значно міняється під дією інтерферонів. Примітно, що миші, нокаутні за білком ПМЛ, не можуть утворювати нормальних ядерних тілець, але, втім, розвиваються та живуть нормально, з цієї причини, ймовірно, ядерні тільця не виконують якихось винятково важливих і незамінних біолоґічних функцій.